# Luceria aurantilineata
Luceria aurantilineata är en fjärilsart som beskrevs av George Francis Hampson. Luceria aurantilineata ingår i släktet Luceria och familjen nattflyn. Inga underarter finns listade i Catalogue of Life.